# Kuil van Stoop

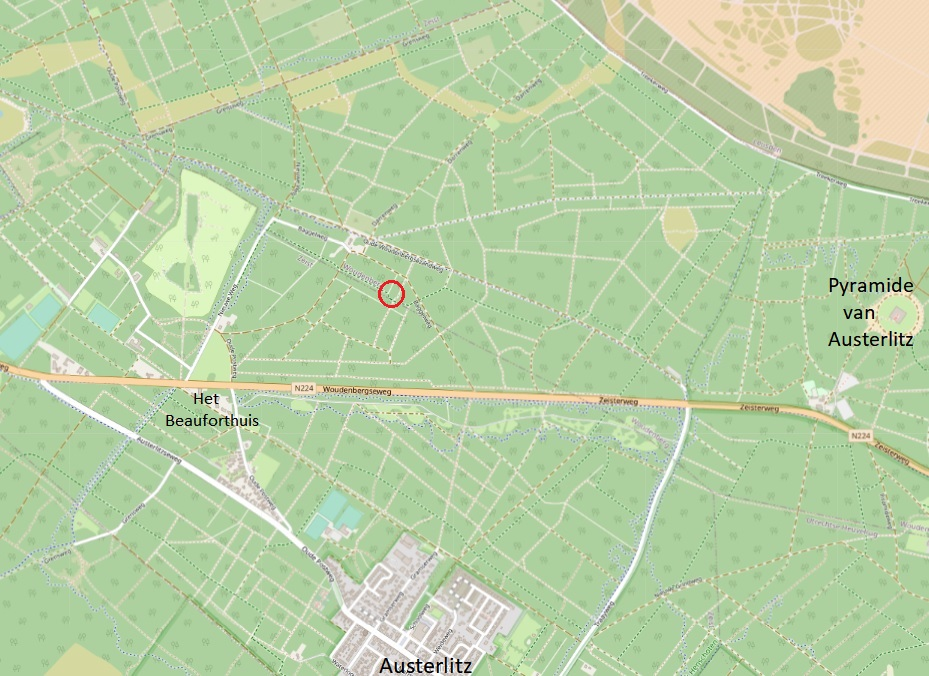
De Kuil van Stoop

De Kuil van Stoop is een kuil in boswachterij Austerlitz in de bossen van Staatsbosbeheer ten noorden van Austerlitz. De kuil heeft een doorsnede van ongeveer 15 meter en een maximale diepte van ongeveer drie meter en ligt 16 meter boven de zeespiegel. In de kuil werd in de negentiende eeuw een diepteboring in de aardkorst gedaan. Bij de kuil staat een informatiepaneel.

## Eerdere diepe grondboring
In 1605 was al eens een diepe grondboring gedaan in het Oudemannenhuis van Amsterdam. Pieter Pietszoon Ente bereikte met zijn boring een diepte van 232 voet. De diepte was daarmee 32 voeten dieper dan de hoogte van de Amsterdamse Oude Kerk. 

## Johannes Stoop
Het Koninklijk Instituut van Wetenschappen in Amsterdam had begin negentiende eeuw al eens voorgesteld om in Amsterdam een boring te doen. Plannen om rond 1830 in Amsterdam een diepe boring in de aardkorst te verrichten kwamen niet van de grond. De vermogende Johannes Stoop was ('weldadig en welwillend') ingezetene van Amsterdam en besloot op zijn eigen terrein op de stuwwal van de Utrechtse Heuvelrug bij Austerlitz een diepe boring te doen. Johannes Stoop (1781 – 1856) was de zoon van Dirk Stoop die als medeoprichter van de Maatschappij tot Nut van het Algemeen zich inzette voor de ontwikkeling van de achtergestelden. Nadat Johannes Stoop rond 1827 van grote stukken van de ‘Heyschoterheide in de gemeente Woudenberg’ had aangekocht voorzag hij vele inwoners van Austerlitz van werk. Johannes Stoop had een grote rol in de ontwikkeling van de omgeving boerderij Heidenoord, de basis van het huidige Beauforthuis. 

## Locatie
Over de ligging van de boorput werd geschreven.. de Put is dan gelegen omtrent 100 rijnlandsche roeden of 380 meters noordwaarts langs den Straatweg van Zeist naar Woudenberg, omtrent 2000 meters, of 530 rijnl. roeden van de piramide van het Kamp van Zeist (Austerlitz), en op een' afstand van 5387 meters, of 1430 rijnl. roeden in een regte lijn, van dat dorp; omtrent 150 meters of 40 rijnl. roeden, benoorden de raailijn, die van den Domtoren naar de piramide loopt. De hoogte van de boorlocatie werd met twee waterpassingen vastgesteld 51 rijnlandsche voet en 3 dm boven Amsterdams Peil (AP), oftewel 16 m boven AP. 

## 1833-1836
Het onderzoek om de samenstelling van de aardkorst te onderzoeken vond plaats tussen 1833 en 1836. In 1833 werd in de kuil begonnen met het grondonderzoek. De gemiddelde grondwaterstand bleek 11 meter onder het maaiveld te liggen. Een rapport over de boring werd in 1835 gemaakt door professor G. Moll. Met behulp van een stoomboormachine werd een diepte bereikt van maar liefst 136 meter. In 1836 kreeg het project naast financiële problemen ook te maken met technische problemen. Men kwam niet dieper doordat opwellend grondwater veel zand van de zijkanten meenam. De ingezette pomp raakte vervolgens verstopt. Het probleem werd waarschijnlijk veroorzaakt door een lek in de boorpijp, een probleem dat onoplosbaar was. De boring was evenwel bijna 45 meter dieper dan de boring in het Amsterdamse Oudemannenhuis. 

## Schelpen
Er werd verwacht dat in Austerlitz net als eerder in Amsterdam op eenzelfde diepte gelijksoortige gronden zouden worden aangetroffen. Naar verwachting zou net als in Amsterdam vooral veen, derrie (modder, drek), spier (zwak siltige blauwgrijze klei uit het Holocene pakket van de Hollandse kustzone) en andere overblijfsels van een vroeger moeras gevonden zouden worden. 
Tot teleurstelling van de boorders werd echter vooral en zand aangetroffen. Op een diepte van 391 voeten (123 meter) werd bruinkool gevonden met daarin zichtbaar de nerven en bast van bomen.
Een verklaring voor de aangetroffen schelpen in het boorsel kon in de dertiger jaren van de negentiende eeuw niet worden gegeven. Het was destijds nog onbekend dat in het gebied ooit zee was geweest. 
De zand- en grindlagen op verschillende diepte bleken dezelfde afkomst te hebben. Veel later is gebleken dat de diepe aangetroffen grind- en zandlagen door de stuwwallen uit de ijstijd zijn verschoven.